# Ulopa reticulata
Ulopa reticulata är en insektsart som beskrevs av Fabricius 1794. Enligt Catalogue of Life ingår Ulopa reticulata i släktet Ulopa och familjen dvärgstritar, men enligt Dyntaxa är tillhörigheten istället släktet Ulopa och familjen Ulopidae. Arten är reproducerande i Sverige. Utöver nominatformen finns också underarten U. r. macroptera.

## Bildgalleri

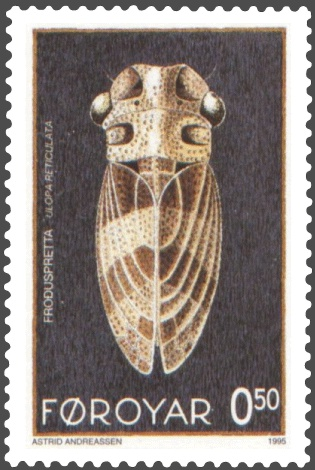